# Moez Bououkaz
Pour les articles homonymes, voir Bouakkaz.
Moez Bououkaz ou Moez Bouakaz (arabe : معز بوعكاز), né le 2 décembre 1966 à Tunis, est un footballeur tuniso-suisse devenu entraîneur.

## Biographie
Moez Bououkaz commence sa carrière en tant que joueur avec le FC Sion en Suisse, alors qu'il est étudiant.
En 2000, il devient gérant du FC Chalais. En 2007, il se rend en Algérie et commence à diriger l'Entente sportive sétifienne en tant qu'entraîneur physique. Après avoir dirigé différents clubs suisses et algériens, il signe en juin 2017 un nouveau contrat avec le MC Oran.